# Windows DVD Maker
Windows DVD Maker este proiectat pentru crearea filmelor DVD care pot fi redate pe DVD player. Este inclusă în Windows Vista și Windows 7 în edițiile Home Premium și Ultimate.